# Lukavac (Valjevo)
Lukavac (srbsky Лукавац) je vesnice v západní části Srbska, administrativně spadající pod opštinu Valjevo. Leží v rovinaté krajině Valjevské kotliny severně od řeky Kolubara, na hlavních dopravních tazích z Valjeva do hlavního města Srbska, Bělehradu. Severně od vesnice protéká potok Rabac.
Z národnostního hlediska je obyvatelstvo v drtivé většině srbské národnosti (cca 95 %). V roce 2011 zde žilo 850 lidí.
První historická zmínka o vesnici pochází z tureckých záznamů z let 1527/1528. Zmíněn je jako Lukavaç karye, Valyeva nahiye. 
Dnes vesnicí prochází železniční trať Bělehrad–Bar a budována je rovněž i rychlostní komunikace. 